# Gneu Corneli Lèntul Àugur
Gneu Corneli Lèntul Àugur (en llatí: Cnaeus Cornelius Cn. f. Lentulus Augur) va ser un magistrat romà del temps del regnat d'August. Formava part de la gens Cornèlia, i era de la família dels Cornelis Lèntuls, d'origen patrici.
Va ser cònsol l'any 14 aC juntament amb Marc Licini Cras, net adoptiu del triumvir. Era un home molt ric però poc decidit. La seva riquesa va cridar l'atenció de l'emperador Tiberi, que el va sotmetre a tanta pressió que finalment es va suïcidar deixant la seva fortuna a l'emperador. Tàcit parla d'un Lèntul que va ser àugur l'any 22 que segurament és aquest mateix personatge.
Segons Zmeskal, podria ser fill de Gneu Corneli Lèntul Clodià, pretor el 59 aC, i pare de Publi Corneli Lèntul Escipió, cònsol l'any 2, i Servi Corneli Lèntul Maluginès, cònsol l'any 10.